# 島根県を舞台とした作品一覧
島根県を舞台とした作品一覧（しまねけんをぶたいとしたさくひんいちらん）では、島根県内をモチーフ、ロケーションとした文芸、ドラマ、映画、漫画・アニメーション作品などについて記述する。

## 文芸作品（小説・古典・童話・紀行）
古典
- 古事記
- 日本書紀
- 太平記
- 雲陽軍実記
- 陰徳太平記
- 出雲国風土記

小説、エッセイ、その他
- 青の刀匠(天沢夏月)
- 尼子一族興亡記（羽山信樹）
- 出雲あやかしホテルに転職します（硝子町波留）
- 出雲いにしえの殺人（木谷恭介）
- 出雲、神々の愛と恐れ（西村京太郎）
- 出雲神々の殺人（西村京太郎）
- 出雲殺意の一畑電車（西村京太郎）
- 出雲路霧の殺意（山口香）
- 出雲信仰殺人事件（吉村達也）
- 出雲世界紀行 生きているアジア、神々の祝祭（野村進）
- 出雲伝説7/8の殺意（島田荘司）
- 出雲の阿国（有吉佐和子） - 出雲市大社町・飯南町[1]
- 出雲の神様
- 出雲の鷹（南条範夫）
- 出雲松江殺人事件（木谷恭介）
- 出雲松江白兎伝説殺人事件（大谷羊太郎）
- イルティッシュ号の来た日（難波利三） - 江津市[2]
- 石見銀山街道殺人事件（木谷恭介）
- AIには殺せない 東京出雲殺人ライン（深谷忠記）
- 大暴れ山賊小太郎シリーズ（那須正幹）
- 隠岐伝説殺人事件（内田康夫）
- 怪談（小泉八雲）
- 街道をゆく7「砂鉄の道」（司馬遼太郎）
- 駆ける 少年騎馬遊撃隊（稲田幸久）
- 数の風景（松本清張）
- カンナ出雲の顕在（高田崇史）
- 輝山（澤田瞳子）
- 吉川元春（浜野卓也）
- 京都・出雲殺人事件（山村美紗）
- ゲゲゲの女房（武良布枝）- 安来市
- 小泉八雲殺人旅情（斎藤栄）
- 江の川物語 川漁師聞書（黒田明憲、中山辰巳）
- 古事記異聞（高田崇史）
- 渾身（川上健一）
- 才市（水上勉）- 大田市温泉津[3]
- 山陰路殺人事件（西村京太郎）
- 山陰路ツアー殺人事件（中町信）
- 彩紋家事件（清涼院流水）
- 殺人鉱脈 石見銀山ー秋芳洞250キロの怨嗟（梓林太郎）
- 終焉（杉本苑子）
- 女優Ｘ　伊沢蘭奢の生涯（夏樹静子） - 津和野町[4]
- しろがねの葉（千早茜） - 石見銀山[5]
- 宍道湖殺人事件（津村秀介）
- 寝台特急出雲殺意の山陰路（草川隆）
- 寝台特急出雲+-の交叉（深谷忠記）
- スーパーおき殺人特急（西村京太郎）
- 砂の器（松本清張） - 奥出雲町亀嵩[6]
- 石州法正寺坂の決闘（佐々木衛）
- 絶唱（大江賢次）
- 太子暗黒伝 弐 出雲燃ゆ（富樫倫太郎）
- 第三阿房列車菅田庵ー松江阿房列車（内田百閒）
- 津和野殺人事件（内田康夫）
- 津和野の殺人者（中町信）
- 十津川警部出雲伝説木次線（西村京太郎）
- 十津川警部 殺しのトライアングル（西村京太郎）
- 十津川警部トリアージ生死を分けた石見銀山（西村京太郎）
- 特急あさしお殺人事件（西村京太郎）
- 特急おき3号殺人事件（西村京太郎）
- 鳥取・出雲殺人ルート（西村京太郎）
- 鳥の歌（五木寛之）
- のんびり山陰線で行こう（野村正樹）
- 幕末魔法士（田名部宗司）
- 箱庭（内田康夫）
- 葉桜と魔笛（太宰治）
- 晴れた日には鏡をわすれて（五木寛之） - 西ノ島町[7]
- 日傘のお兄さん（豊島ミホ）
- 風雲の月山城 尼子経久（米原正義）
- 前へ、進め・神名火・ミセス順（佐藤洋二郎） - 大田市[8]
- 松江出雲密室殺人事件（梓林太郎）
- 松江印象記(芥川龍之介） - 松江市
- 松江城天守閣殺人（菊村到）
- 松江宍道湖殺人事件（広山義慶）
- 魔天涯 北多摩署緊急出勤（太田蘭三）
- 湖に佇つ人（夏樹静子）
- 名将山中鹿之助（南原幹雄）
- 山中鹿之助（中山義秀）
- 夢のズッコケ修学旅行（那須正幹）
- 竜の夢 尼子経久（神川武利）

## テレビドラマ
- 朝比奈周平ミステリー1
- 出雲の阿国
- いつかまた逢える
- VIVANT[9]
- 温泉若おかみの殺人推理18
- 99年の愛〜JAPANESE AMERICANS〜
- 京都殺人案内24
- 激アツ!! ヤンキーサッカー部
- ゲゲゲの女房
- こいまち 第8話
- しまねがドラマになるなんて!
- 島根の弁護士
- 砂時計
- 先生の秘密
- だんだん
- 日本の面影
- 農ドル!
- ばけばけ
- 湖に佇つ人
- 毛利元就
- 私の"だんだん"

## ドキュメンタリー
- NHKスペシャル
  - 「出雲大社～オオクヌシのなぞ」
  - 「巨大神殿は実在したのか」
- 古代ロマン歴史の源流・出雲
- プロジェクトX 挑戦者たち
  - 第12回「裕弥ちゃん1歳　日本初　親子の肝臓移植」

## 映画

### 実写
- アイ・ラヴ・ピース（2003年、監督：大澤豊）　- 大田市[10]
- 青の瞬間（2001年、監督：草野陽花）　- 西ノ島町[11]
- うん、何?（2008年、監督：錦織良成）　- 雲南市[12]
- 縁〜The Bride of Izumo〜（2016年、監督：堀内博志）　- 出雲[13]
- 男はつらいよ 寅次郎恋やつれ（1974年、監督：山田洋次）　- 温泉津温泉・津和野町[14]
- 銀色の雨（2009年、監督：鈴井貴之）[15]
- クレマチスの窓辺（2022年、監督：永岡俊幸） - 松江市[16]
- ゲゲゲの女房（2010年、監督：鈴木卓爾）
- 渾身（2013年、監督：錦織良成）　- 隠岐諸島[17]
- さくら（2007年、監督：山崎都世子）
- 白い船（2002年、監督：錦織良成）　- 出雲市[18]
- 砂時計（2008年、監督：佐藤信介）　- 大田市・出雲大社など[19]
- 砂の器（1974年、監督：野村芳太郎） - 奥出雲町亀嵩[6]
- 高津川（2019年、監督：錦織良成） - 高津川流域
- 釣りバカ日誌スペシャル（1994年、監督：森﨑東）
- 天然コケッコー（2007年、監督：山下敦弘）　- 浜田市[20]
- 暴動島根刑務所（1975年、監督：中島貞夫）[21]
- 僕に、会いたかった（2019年、監督：錦織良成）- 隠岐諸島[22]
- 瞬 またたき（2010年、監督：磯村一路）
- 映画版 未来日記（2000年、監督：杉本達）
- 安来ぶし道中（1963年、監督：瀬川昌治）[23]
- RAILWAYS 49歳で電車の運転士になった男の物語（2010年、監督：錦織良成）

### 劇場アニメ
- 神在月のこども（2021年、監督：四戸俊成、白井孝奈）　- 出雲大社、宍道湖、松江市内など
- 菅井君と家族石 ザ・ムービー（2007年、監督：FROGMAN）
- デジモンアドベンチャー ぼくらのウォーゲーム!（2000年、監督：細田守）
- 秘密結社鷹の爪ザ・ムービー私を愛した黒烏龍茶（2008年、監督：FROGMAN）
- 秘密結社鷹の爪 美しきエリエール消臭+（2013年、監督：FROGMAN）
- 秘密結社鷹の爪 吉田君の✖（バッテン）ファイル（2016年、監督：FROGMAN）
- わんぱく王子の大蛇退治（1963年、監督：芹川有吾）　- 出雲

## 漫画
- アマル－黎明の出雲伝説－（原作:伊月慶子・作画:市東亮子）
- オムライス 4巻、5巻（星里もちる）
- かみあり（染屋カイコ）
- 金田一少年の事件簿
  - 「魔神遺跡殺人事件」
- 蔵人（尾瀬あきら）
- シノハユ the dawn of age（原作:小林立・作画:五十嵐あぐり）
- 島根の弁護士（あおきてつお）
- BANANA FISH（吉田秋生） - 主人公の1人、奥村英二は出雲市出身という設定。
- シャーマンキング（武井宏之）
- 砂時計（芦原妃名子）
- 天然コケッコー（くらもちふさこ） - 浜田市三隅町[20]
- ナイーヴ（二宮ひかる）
- K.O.マサトメ（園田辰之助）
- BLUE SEED（高田裕三）
- 水木しげるの古代出雲（水木しげる）
- 八雲立つ（樹なつみ）

## テレビアニメ
- 金田一少年の事件簿
  - 「出雲神話殺人事件」
- シャーマンキング（武井宏之）
- 菅井君と家族石（FROGMAN）
- 秘密結社鷹の爪（FROGMAN）
  - むかしの吉田君
- BLUE SEED（高田裕三）
- 名探偵コナン
  - 「松江玉造連句14番勝負」
  - 「八岐大蛇の剣」

## OVA
- 八雲立つ

## 音楽作品（楽曲・浪曲）
- 哀愁湖畔（三橋美智也）
- ありがとう三江線（ごまハチ）
- 案山子（さだまさし）
- 島根恋旅（水森かおり）
- 津和野川（舟木一夫）
- 津和野ひとり（森昌子）
- 松江の町は（諏訪マリーと杉並児童合唱団）

- 恋歌の里（森若里子）

- キララ(CHiCO with HoneyWorks)
- いつか(Saucy Dog)

## 舞台作品（演劇・歌劇）
- 春ふたたび
- 落日の砂丘

## ラジオドラマ
- あなたに続く道（NHK-FM FMシアター）
- 琴子の浜（NHK-FM FMシアター）
- 就活ビデオ作ります（NHK-FM FMシアター）
- ディス・イズ・ザ・デイ（NHK-FM青春アドベンチャー）
- 憂鬱な女神（NHK-FM FMシアター）

## ゲーム
- ミス ディティクティヴ
- ルートレター
- IZUMO4